# Michael Rieth
Michael Rieth (* 28. November 1944 in Schloß Bauschlott; † 24. Oktober 2014 in Frankfurt am Main) war ein deutscher Musikkritiker, Schauspieler, Dramaturg und Autor.

## Leben
Michael Rieth studierte Philosophie und Kunstgeschichte an der Johann Wolfgang Goethe-Universität Frankfurt am Main. Er lebte mehrere Jahre u. a. in Andalusien, Jamaika und Irland. Er arbeitete als Tutor, Dramaturg, Schauspieler, veröffentlichte Feuilletons und Kritiken über Jazz- und Popmusik, Prosa und Lyrik, Funk- und Fernsehfeatures, Theatertexte, Essays für die  Frankfurter Rundschau und die junge Welt. Er veröffentlichte mehrere Lyrikbände und eine Biographie des Frankfurter Musikers und Impresarios Horst Lippmann. Rieth zählte zu den Begründern einer politisch markierten, kritischen Debatte über den Jazz und die frühe Pop-Welt.
Die Choreographin Marie-Luise Thiele war seine Partnerin.

## Publikationen (Auswahl)
- Hessische Rekorde (Illustrationen: Andreas Pöhlmann). Frankfurt am Main: Eichborn, 1993. ISBN 3821825693
- Michael Rieth/Franz Schlechter Peter Maffays Begegnungen. München: Goldmann 1998. ISBN 3442308003
- Selbstbildnis, Wirklichkeit ist spiegelverkehrt. Sonettenkranz. Frankfurt: Axel Dielmann 2005. ISBN 3933974534
- Horst Lippmann. Ein Leben für Jazz, Blues und Rock. Heidelberg: Palmyra 2010. ISBN 9783930378791